# Alexander von Finckh
Alexander Christian von Finckh (* 14. März 1806; † 28. Dezember 1888 in Oldenburg (Oldb)) war ein oldenburgischer Regierungsbeamter und von 1853 bis 1881 Regierungspräsident des zum Großherzogtum Oldenburg gehörenden Fürstentums Birkenfeld.

## Leben
Alexander von Finckh wurde als Sohn des oldenburgischen Beamten Christian Daniel von Finckh (1765–1813) und dessen Ehefrau Friederike geb. Süllow (1776–1815) geboren. Er entstammte damit dem Adelsgeschlecht von Finckh und wuchs in Ovelgönne und Oldenburg auf. Nach dem Tod des Vaters, der von den französischen Besatzern 1813 hingerichtet worden war, besuchte er von 1814 bis 1823 das Gymnasium in Stade und studierte anschließend Rechtswissenschaft an den Universitäten Heidelberg und Göttingen. 1824 wurde er Mitglied des Corps Guestphalia Heidelberg. In Göttingen schloss er sich dem Corps Oldenburgia an.
Nach dem Studium trat von Finckh 1827 in den Staatsdienst des Großherzogtums Oldenburg ein und war zunächst als Amtsauditor in Löningen und Rodenkirchen tätig. 1831 wurde er Sekretär bei der Regierung des Fürstentums Lübeck, einer Exklave des Großherzogtums. Sein Amtssitz war in Eutin. 1836 kam er als Assessor zur Regierung in Birkenfeld, einer weiteren Exklave Oldenburgs, und wurde dort 1841 zum Regierungsrat und Hofrat ernannt. Nach dem Ausbruch der Deutschen Revolution von 1848 übernahm er im März 1848 die provisorische Leitung der Regierung und bemühte sich, durch eine ausgleichende und konziliante Politik die revolutionäre und teilweise separatistische Bewegung aufzufangen. 1853 wurde er dann auch offiziell auf den seit 1848 vakanten Posten des Regierungspräsidenten des Fürstentums Birkenfeld berufen, den er bis zum 1. Oktober 1881 innehatte. Als Auszeichnung erhielt er die Ernennung zum Wirklichen Geheimen Rat. Zuletzt lebte er bis zu seinem Tod in Oldenburg.

## Familie
Finckh war seit dem 8. Oktober 1833 verheiratet mit Georgine Marie Louise Henriette Eleonore geb. Völckers (1807–1883), der Tochter des Eutiner Arztes Friedrich Carl Völckers (1770–1866). Ihr Bruder war der spätere oldenburgische Landtagspräsident Ludwig Friedrich Völckers (1802–1849). Das Ehepaar Finckh hatte fünf Söhne und fünf Töchter, der Sohn Eduard wurde Generalmajor der Preussischen Armee.

## Werke
- Die Verfassung und Verwaltung des Großherzoglich Oldenburgischen Fürstentums Birkenfeld am Schlüsse einer 25jährigen Regierungs-Periode. Oldenburg. 1842.